# Арвиго
Арвиго (нем. Arvigo) — деревня и бывшая коммуна в Швейцарии, в кантоне Граубюнден.
До 2014 года имела статус отдельной коммуны. Частью коммуны являлся небольшой населённый пункт Ландаренка. 1 января 2015 года была объединена с коммунами Браджо, Кауко и Сельма в новую коммуну Каланка.
Входит в состав региона Моэза (до 2015 года входила в округ Моэза).
Население составляет 94 человека (на 31 декабря 2006 года). Официальный код — 3801.

## Фотографии

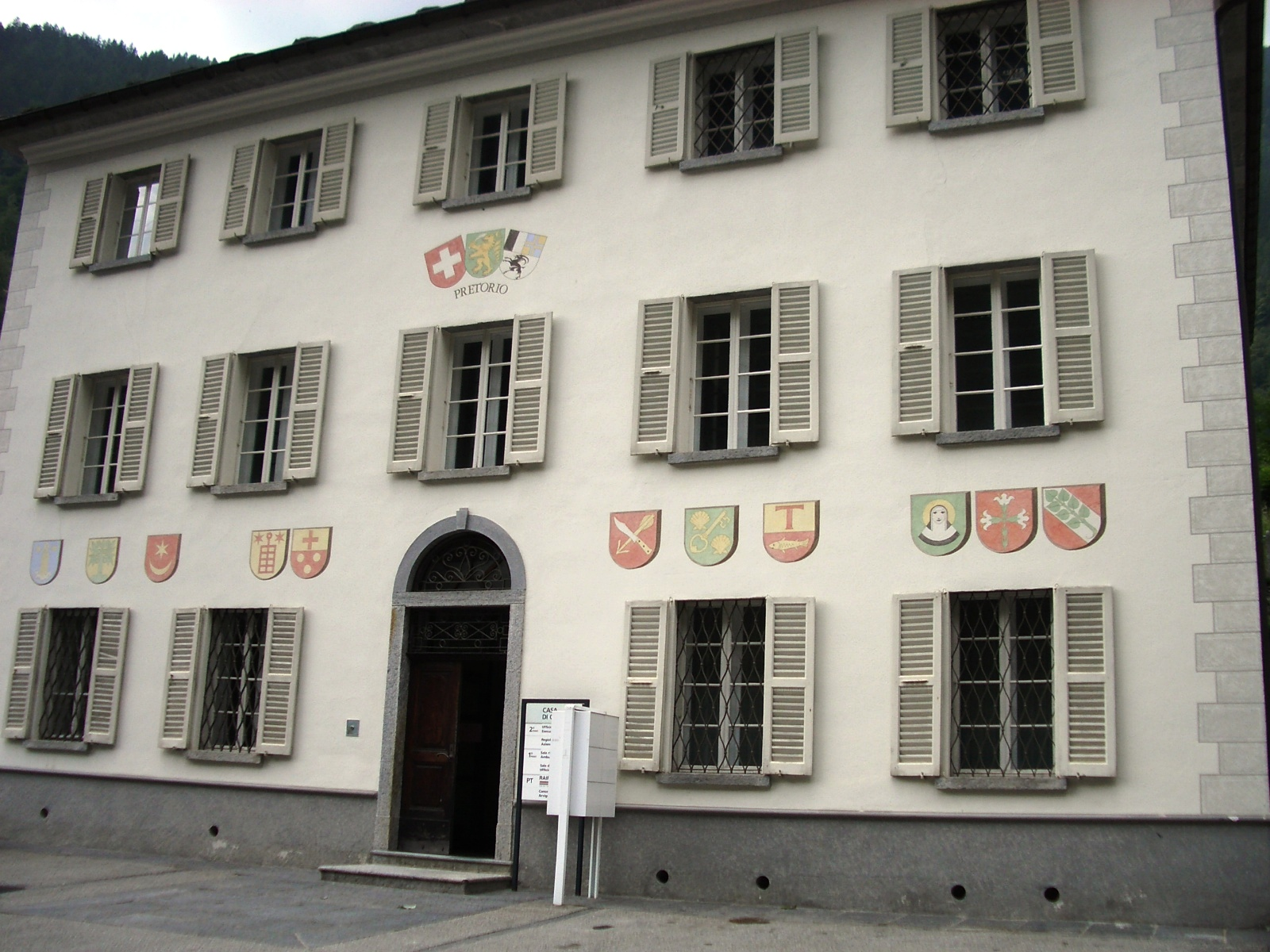
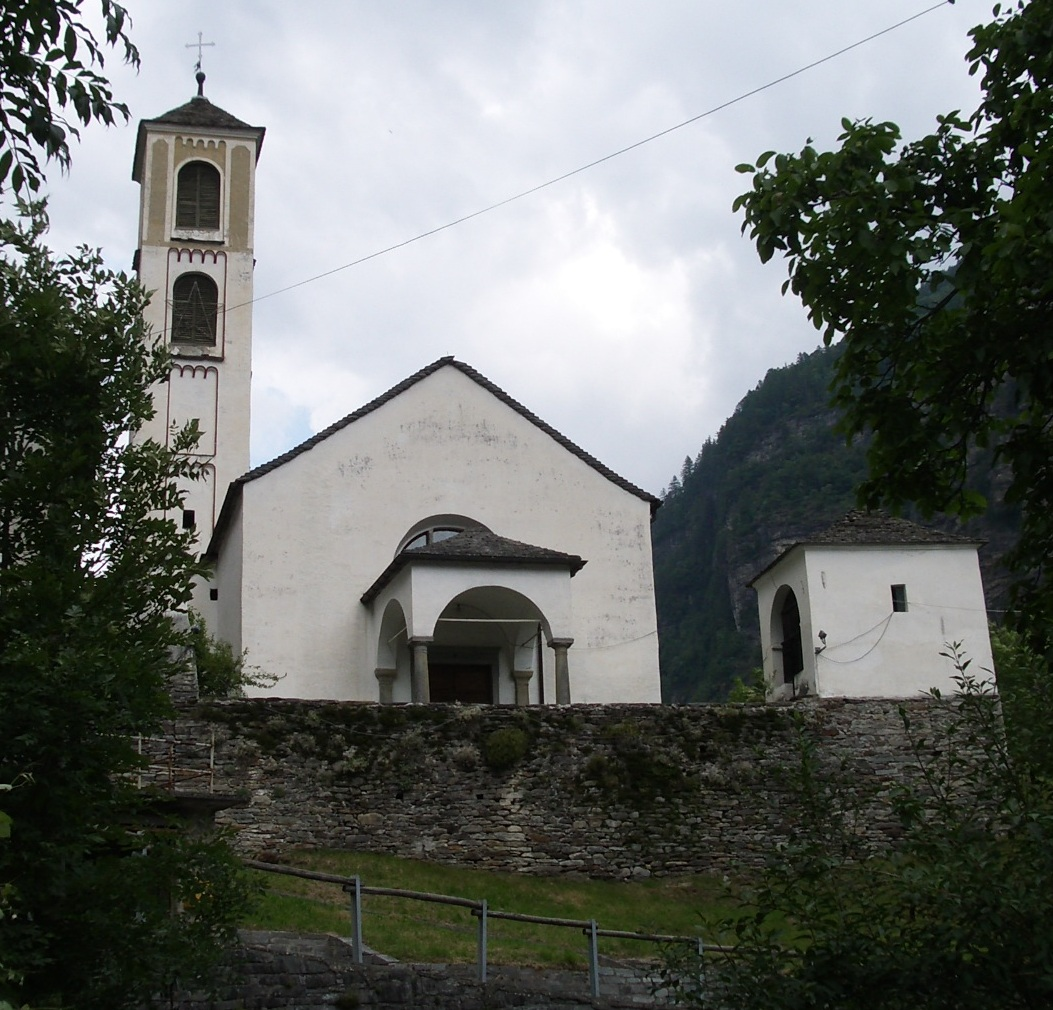
Церковь
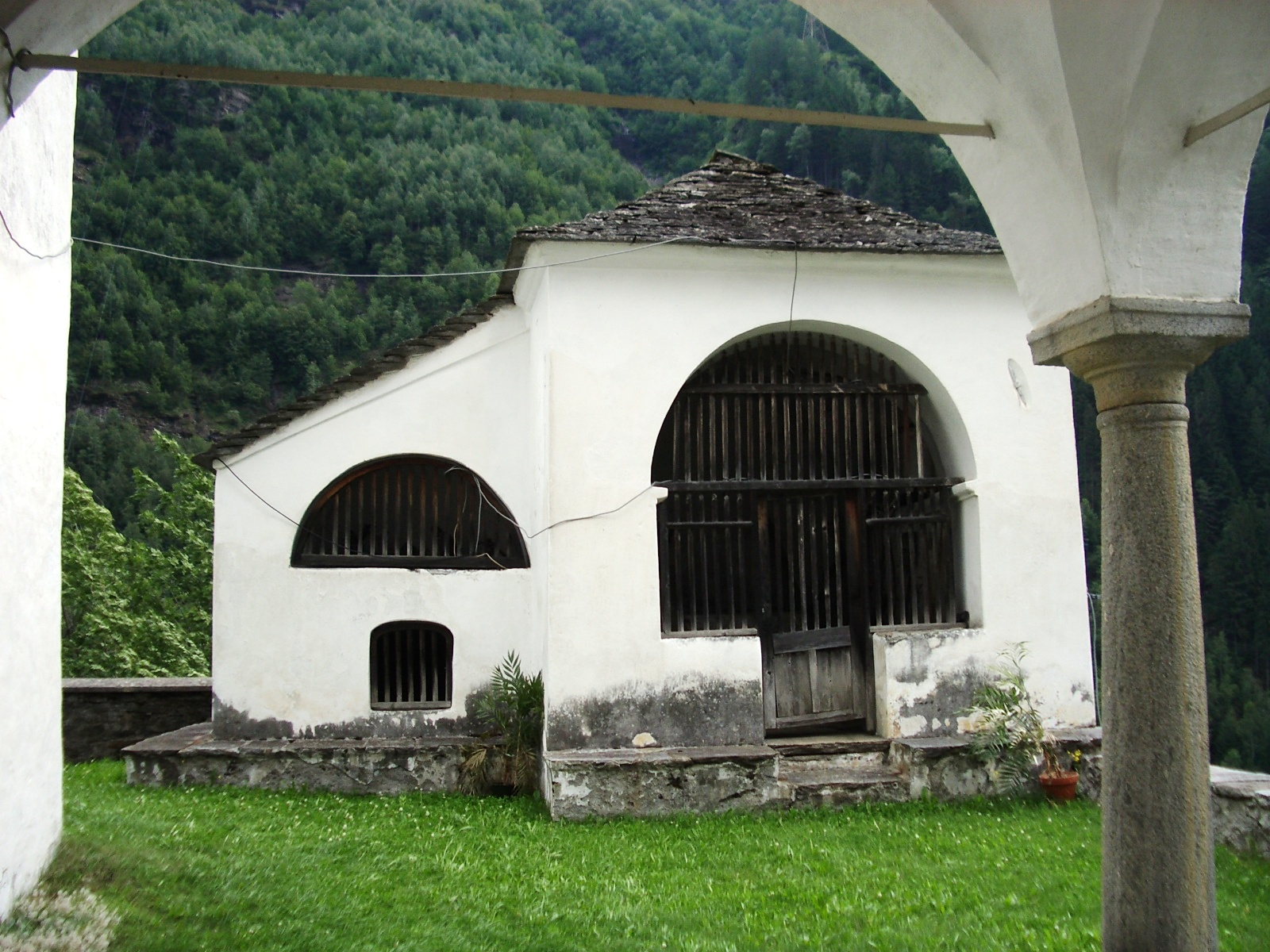
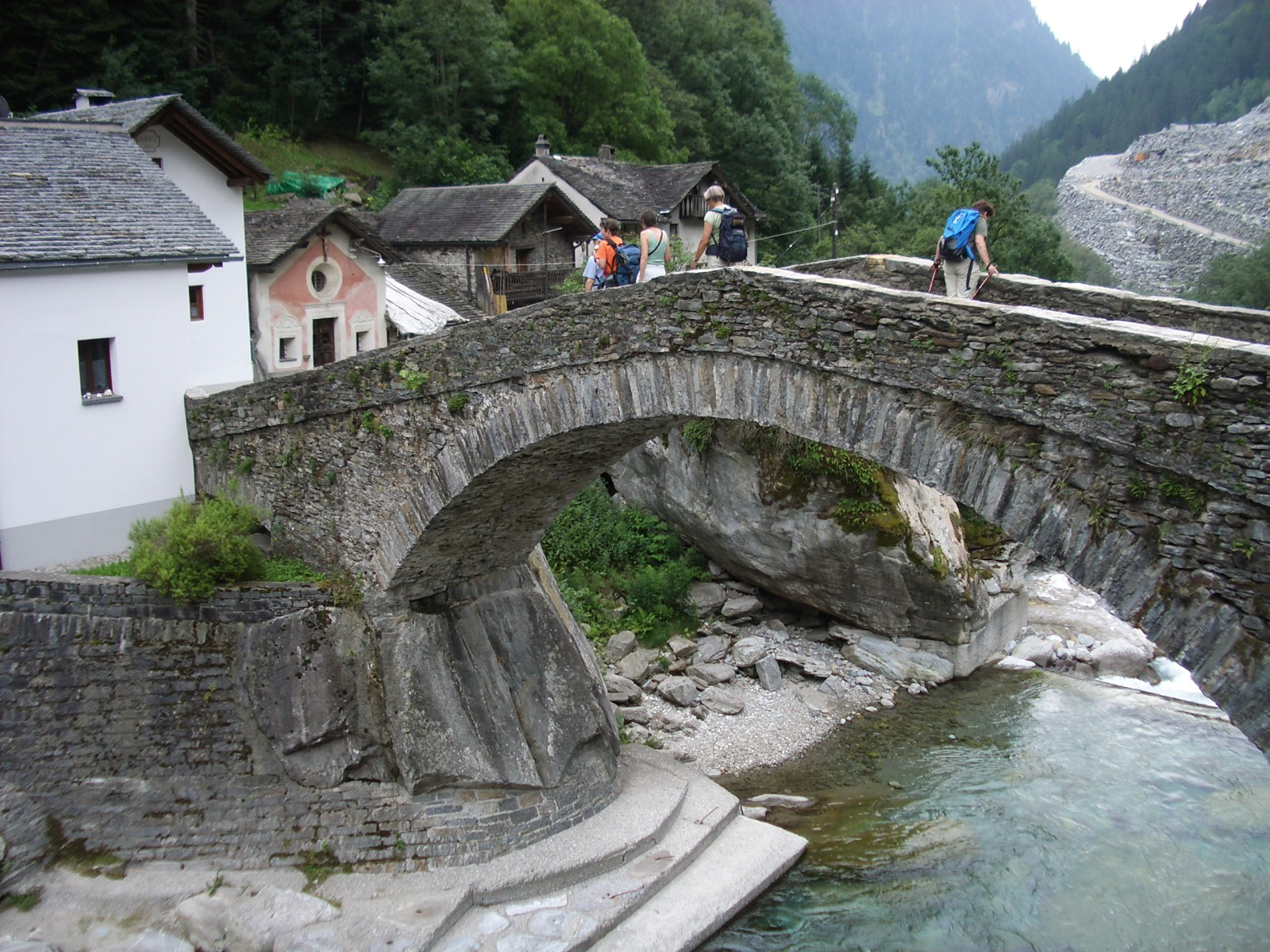